# Cassville (Wisconsin)
Cassville és una població dels Estats Units a l'estat de Wisconsin. Segons el cens del 2000 tenia 1.085 habitants.

## Demografia
Segons el cens del 2000, Cassville tenia 1.085 habitants, 488 habitatges, i 302 famílies. La densitat de població era de 387,9 habitants per km².
Dels 488 habitatges en un 26,2% hi vivien nens de menys de 18 anys, en un 49,4% hi vivien parelles casades, en un 9,2% dones solteres, i en un 38,1% no eren unitats familiars. En el 35,2% dels habitatges hi vivien persones soles el 20,9% de les quals corresponia a persones de 65 anys o més que vivien soles. El nombre mitjà de persones vivint en cada habitatge era de 2,22 i el nombre mitjà de persones que vivien en cada família era de 2,82.
Per edats la població es repartia de la següent manera: un 24,1% tenia menys de 18 anys, un 5,3% entre 18 i 24, un 22,9% entre 25 i 44, un 23,8% de 45 a 60 i un 24% 65 anys o més.
L'edat mediana era de 42 anys. Per cada 100 dones de 18 o més anys hi havia 87 homes.
La renda mediana per habitatge era de 28.179 $ i la renda mediana per família de 35.625 $. Els homes tenien una renda mediana de 29.271 $ mentre que les dones 17.014 $. La renda per capita de la població era de 16.010 $. Aproximadament el 10,3% de les famílies i el 14,6% de la població estaven per davall del llindar de pobresa.

## Poblacions més properes
El següent diagrama mostra les poblacions més properes.